# 木糖
木糖（化学式：C5H10O5）是一种戊醛糖，为白色细针状结晶或结晶性粉末。可溶于水和温热乙醇，不溶于乙醚，有还原性、右旋光性和变旋现象，{\displaystyle {\rm {\ [\alpha ]_{D}^{20}+18.2^{o}\sim +19.4^{o}}}}。略有特殊气味和爽口甜味，甜味相当于蔗糖的0.4倍。D-木糖以多醣的形式天然存在于植物中，可以从黑木耳或农产品废弃物（如棉桃的外皮，玉米的秸秆、穗轴）中提取。

## 制取方法
以草木类、种子壳、木材等多缩木糖含量高的植物作为原料，与硫酸或盐酸进行加水分解，使木材中属半纤维素的木聚糖水解成D-木糖，然后用酵母发酵以除去葡萄糖，再精制浓缩而成。

## 用途
动物中羊几乎能完全利用木糖，猪能利用约70％，用木糖饲养大鼠则可引起白内障。人体无法消化和利用木糖，木糖不能为消化酶分解，而是直接经空肠粘膜吸收，不在体内代谢，从肾排出。因此木糖被用作无热量的甜味剂，以满足糖尿病患者和爱吃甜食却又担心发胖者的需求。医学上的D-木糖吸收试验就是通过测定病人在空腹口服D-木糖5小时后尿内的木糖排出量而反映出病人的小肠吸收功能。
将木糖催化氢化还原后就得到木糖醇，木糖醇用作甜味剂，用途更加广泛。
在动物蛋白多糖中D-木糖与多肽链的丝氨酸和苏氨酸残基以糖苷键连接，而成为多糖侧链与蛋白质的桥接结构（如硫酸乙酰肝素和硫酸软骨素）。